# Bergsmannirivier
Bergsmannirivier (Zweeds – Fins: Bergsmannijoki) is een rivier annex beek, die stroomt in de Zweedse  gemeente Kiruna. De rivier verzorgt de afwatering van het Bergsmannimeer, dat onder meer gevormd wordt door het water wat van de Bergsmanniberg afstroomt. De Bergmannirivier is 25.100 meter lang en mondt uit in de Liukattirivier.
Afwatering: Bergsmannirivier → Liukattirivier →  Luongasrivier → Torne → Botnische Golf